# Sozialistische Arbeiterpartei Finnlands
Die Sozialistische Arbeiterpartei Finnlands (finnisch: Suomen Sosialistinen Työväenpuolue (SSTP); schwedisch: Finlands Socialistiska Arbetarparti) war eine Partei in Finnland, die von 1920 bis zu ihrer Auflösung 1923 bestand.
Die Partei wurde am 13. Juni 1920 im Arbeiterhaus Helsinki gegründet. Sie nahm an der Parlamentswahl 1922 teil, bei denen sie 14,8 % der Stimmen erhielt und 27 Abgeordnete, darunter sechs Frauen, im Parlament stellen konnte.
1923 änderte die Partei nach ständiger Unterdrückung den Parteinamen in Arbeiterpartei Finnlands, um sich zumindest nach außen vom Sozialismus zu entfernen. Im August 1923 wurden trotzdem die Abgeordneten der SSTP verhaftet und die Partei zwangsweise aufgelöst. Anhänger der Partei unterstützten daraufhin die neuentstehende Sozialistische Arbeiter- und Kleinbauernwahlorganisation.

## Parteivorsitzende
- August Raatikainen (17. Februar–14. Mai 1920)
- Jaakko Kivi (16. Juni bis 28. Dezember 1920)
- Hjalmar Eklund (28. Dezember 1920 bis 26. Januar 1922)
- Niilo Wälläri (31. Januar 1922 bis 31. März 1922)
- Niilo Wälläri (1. April 1922 bis 17. Mai 1923)
- Toivo Hjalmar Långström (17. Mai 1923 bis 3. August 1923)